# Штанігуртське сільське поселення
Штанігу́ртське сільське поселення — колишнє муніципальне утворення у складі Глазовського району Удмуртії, Росія. Адміністративний центр — присілок Штанігурт.
Законом Удмуртської Республіки від 29.04.2021 № 38-РЗ ліквідовано через перетворення муніципального району на муніципальний округ.
Населення — 1623 особи (2015; 1549 в 2012 1445 в 2010).
В поселенні діють школа-садочок, 2 клуби, ФАП. Працюють 5 магазинів.
Голови:
- 2006–2011 — Дорофеєва Тетяна Єгорівна
- з 2011 — Дорофеєва Тетяна Єгорівна

## Склад
В склад поселення входять такі населені пункти:
| Населений пункт     | Населення, осіб (2010) | Населення, осіб (2012) |
| ------------------- | ---------------------- | ---------------------- |
| Азамай, присілок    | 40                     | 55                     |
| Березовий, хутір    | 33                     | 34                     |
| Колевай, присілок   | 120                    | 131                    |
| Полинга, присілок   | 67                     | 68                     |
| Порпієво, присілок  | 11                     | 18                     |
| Сергієвка, присілок | 28                     | 28                     |
| Штанігурт, присілок | 1146                   | 1215                   |